# 임동규 (야구 선수)
임동규(任洞珪, 1979년 6월 3일 ~ )는 전 KBO 리그 삼성 라이온즈의 투수이다.

## 삼성 라이온즈시절
광주상고를 거쳐 1999년 2차 지명 6차 5라운드 39순위로 지명되었으나 동국대(1999학번)를 진학하여 2003년 동국대(1999학번)를 졸업하고 같은 해 삼성 라이온즈에 입단했다. 2004년에는 중국의 야구 팀인 광둥 레오파즈에 잠시 임대되어 선수 활동을 하기도 했다. 주로 느린 공과 제구력으로 승부하는 투수다. 2006년에는 34경기에 출장하여 8승 7패를 기록했으며, 특히 코나미컵 아시아 시리즈 예선 첫 경기인 홋카이도 닛폰햄 파이터스 전에서 5회까지 단 3안타의 완벽한 투구를 하고, 6회 선두 타자에게 2루타를 내주고 마운드를 내려와 임동규 돌풍을 일으키기도 했다. 하지만 병역 문제를 미리 마무리하지 못했던 그는 이듬해 2007년 해외 전지 훈련을 가지 못해 국내에서 잔류군과 훈련했지만 난타를 당했고, 2군을 오고 가게 되어 1군 30경기 1승 2패로 부진했다. 2007년 시즌 후 경산시청에서 공익근무요원으로 군 복무를 하여 2009년 11월 25일 소집이 해제되었다. 그러나 2010년 1군에 올라오지 못하고 시즌 후 방출되었다.

## 출신 학교
- 상명초등학교 → 서울갈산초등학교 전학
- 광주동성중학교
- 광주상업고등학교
- 동국대학교 (1999학번)